# The Rail Rider
The Rail Rider is een Amerikaanse dramafilm uit 1916 onder regie van Maurice Tourneur.

## Verhaal
De werknemers van een spoorwegmaatschappij krijgen regelmatig bitse telegrammen van de hoofdzetel aan de oostkust. Iedereen veronderstelt dat die telegrammen afkomstig zijn van Theodore C. Barker, de gedelegeerd bestuurder van het bedrijf. Als de alom geliefde machinist Jim Lewis zonder aanwijsbare reden wordt berispt, staan de spoorwegarbeiders op het punt om het werk neer te leggen. Na een vergadering besluiten ze Jim naar de hoofdzetel te sturen. Barker blijkt een vriendelijke oude man te zijn en Jim wordt meteen verliefd op zijn dochter Mildred. De geheimzinnige afzender blijkt directeur Bradley te zijn, die voor miljoenen dollars heeft verduisterd. Jim kan de corrupte directeur bij de kraag vatten en redt de spoorwegmaatschappij op die manier van het faillissement. Uit dankbaarheid geeft Barker hem de hand van zijn dochter en een kaderpositie in zijn bedrijf.

## Rolverdeling
| Acteur           | Personage          |
| ---------------- | ------------------ |
| House Peters     | Jim Lewis          |
| Bertram Marburgh | Directeur Bradley  |
| Henry West       | Bill Carney        |
| A. Harrington    | Theodore C. Barker |
| Zena Keefe       | Mildred Barker     |